# Kadyr Baikenov
Kadyr Karkabatuly Baikenov (tiếng Kazakh: Қадыр Қарқабатұлы Бәйкенов; 10 tháng 10 năm 1944 - 31 tháng 8 năm 2022) là một kỹ sư và chính trị gia người Kazakhstan. Ông từng là Bộ trưởng Năng lượng và Tài nguyên Nhiên liệu từ năm 1992 đến năm 1994.
Ông qua đời vào ngày 31 tháng 8 năm 2022, hưởng thọ 77 tuổi.